# Tacna (stad)
Tacna (officieel: San Pedro de Tacna) is een stad in de provincie Tacna in de gelijknamige regio van Peru. De stad ligt 35 kilometer van de grens met Chili, in de woestijn Atacama. Tacna ligt op 552 meter hoogte en aan de rivier Caplina. In 2015 waren er 293.000 inwoners.
Tacna werd in 1572 opgericht door Spaanse kolonisten. Het was de hoofdstad van de kortstondige Confederatie van Peru en Bolivia (1836-38). Tegenwoordig is Tacna een economisch centrum voor de gehele regio.
De stad is co-zetel van het rooms-katholieke bisdom Tacna y Moquegua.

## Bestuurlijke indeling
Deze stad (ciudad) bestaat uit vijf districten:
- Alto de la Alianza
- Ciudad Nueva
- Coronel Gregorio Albarracãn Lanchipa
- Pocollay
- Tacna (hoofdplaats van de provincie)

Arequipa · Ayacucho · Cajamarca · Chiclayo · Chimbote · Chincha Alta · Cuzco · Huancayo · Huánuco · Huaraz · Ica · Iquitos · Juliaca · Lima · Pisco · Piura · Pucallpa · Puno · Sullana · Tacna · Tarapoto · Trujillo · Tumbes